# Reggie Walsh
Reggie Walsh, né le 20 octobre 2008 en Angleterre, est un footballeur anglais qui évolue au poste de milieu de terrain au Chelsea FC.

## Biographie

### Carrière en club
Walsh rejoint le Chelsea FC, où il est formé, à l'âge de sept ans. Il est promu en équipe U18 du club au début de la saison 2024-2025, et fait ses débuts en équipe U21 en février 2025.
Le 1er mai 2025, il rentre en jeu avec les Blues en demi-finale aller de Ligue Conférence, face au Djurgårdens IF. Il devient ainsi le troisième plus jeune joueur de l'histoire du club. Il est ensuite titulaire lors du match retour.

### Carrière en sélection
Walsh représente l'Angleterre en catégories internationales U15, U16, et U17. En septembre 2024, il dispute deux matchs de qualification pour le championnat d'Europe des moins de 17 ans,.

## Statistiques

### En club
| Saison                | Club                  | Championnat           | Championnat | Championnat | Championnat | Coupe nationale | Coupe nationale | Coupe nationale | Coupe de la Ligue | Coupe de la Ligue | Coupe de la Ligue | Compétition(s) continentale(s) | Compétition(s) continentale(s) | Compétition(s) continentale(s) | Compétition(s) continentale(s) | Total | Total | Total |
| Saison                | Club                  | Division              | M.          | B.          | P.d.        | M.              | B.              | P.d.            | M.                | B.                | P.d.              | Comp.                          | M.                             | B.                             | P.d.                           | M.    | B.    | P.d.  |
| 2024-2025             | Chelsea FC            | Premier League        | 0           | 0           | 0           | 0               | 0               | 0               | 0                 | 0                 | 0                 | C4                             | 2                              | 0                              | 0                              | 2     | 0     | 0     |
| Total sur la carrière | Total sur la carrière | Total sur la carrière | 0           | 0           | 0           | 0               | 0               | 0               | 0                 | 0                 | 0                 | -                              | 2                              | 0                              | 0                              | 2     | 0     | 0     |